# Стара зграда у Немањиној улици бр. 46 у Пожаревцу
Стара зграда у Немањиној улици бр. 46 у Пожаревцу подигнута је почетком 19. века и представља непокретно културно добро као споменик културе.

## Положај и архитектура
Кућа се налази у пространом дворишту у Немањиној улици бр.46, повучена од улице око 50m. По типу је припадала мањим грађанским кућама, које по склопу личе на сеоске куће Поморавља. Асиметричног плана, са оџаклијом у средини и по једном собом са стране имала је пред улазом простран подужни трем, са три дрвена стуба од необрађених облица. Зграда је била бондручне конструкције са кровом од ћерамиде. Скромних димензија и обраде, имала је дубоку стреху са видљивим роговима. Тавањаче на плафонима су биле видне, а под од дасака.
Кућа се налазила на катастарској парцели бр.671 КО Пожаревац и била у власништву породице Живановић.